# Különvélemény (film)
A Különvélemény (eredeti cím: Minority Report) 2002-ben bemutatott amerikai sci-fi Steven Spielberg rendezésében, melyet Philip K. Dick azonos című novellája ihletett. A főszerepeket Tom Cruise, Max von Sydow, Samantha Morton és Colin Farrell játsszák.
A film elkészítése 102 millió dollárba került, ám világviszonylatban ennek több mint háromszorosát hozta a jegypénztáraknál, s legalább négymillió példányt adtak el a DVD-változatból a megjelenést követő néhány hónapban. Négy Szaturnusz-díjat kapott, köztük a legjobb sci-fi és a legjobb rendezés díját. Továbbá Oscar-díjra jelölték a legjobb hangvágás kategóriában.

## Cselekmény
A Különvélemény Washingtonban játszódik 2054-ben. Három, a gyilkosságokat előre látó prekognak és a képességük köré kiépített technológiának köszönhetően immáron hat éve nem történt emberölés. A prekogokat felhasználó csapat a „Pre-Crime”; a szervezet rendőrei és nyomozói az előre tudást kihasználva még a gyilkosság bekövetkezte előtt letartóztatják a leendő elkövetőt, s tárgyalás nélkül bebörtönözik őket egy olyan terembe, ami még a prekogok tárolóhelyénél is kegyetlenebb. John Andertont, a Pre-Crime alakulatának főnökét Tom Cruise, felettesét, Lamar Burgesst Max von Sydow alakítja. Samantha Morton játssza a legerősebb képességű prekogot, Agathát (aki nevét Agatha Christie után kapta; a másik két prekog, Dashiell és Arthur szintén neves krimiíró után lett elnevezve).
Az Egyesült Államok lakossága rövidesen szavazással dönt a Pre-Crime program országos szintre emeléséről, így az Igazságügyi Hivatal ellenőrzést tart. Colin Farrell személyesíti meg Danny Witwert, a kiküldött vizsgálót, akinek a Pre-Crime-mal kapcsolatos aggályait, miszerint az alkotmányban rögzített emberi jogok korlátozásának és a tévedés lehetősége is fennáll, saját karrierépítési ambíciói csak erősítik.
A film címe Anderton felfedezésére utal a prekogokkal kapcsolatban: nem mindig értenek egyet a jövőről. Mivel hárman vannak, a „különvélemény” egyikük eltérő vélekedését jelenti, amit a Pre-Crime figyelmen kívül hagy, mert Burgess úgy véli, ez a tény előidézné a program hitelességének megkérdőjelezését.
Anderton felfedezése a különvélemények létezéséről egyike a kulcsfontosságú momentumoknak a rejtély megfejtéséhez. Szintén közrejátszik a Pre-Crime főnök kétségbeesésében, mikor egy szempillantás alatt rendőrből elkövetővé válik. Ráébred, hogy meg fog ölni valakit, akit nem is ismer, s végül leleplez egy összeesküvést, amiben szerepelnek a prekogok, egy régi barát és kisfia hat évvel korábbi eltűnése. Johnnak menekülnie kell egykori munkatársai elől, hogy bizonyítsa ártatlanságát, Agatha segítségével.

## A szereplők
| Szereplő                 | Színész          | Magyar hang         |
| ------------------------ | ---------------- | ------------------- |
| John Anderton            | Tom Cruise       | Rékasi Károly       |
| Lamar Burgess            | Max von Sydow    | Bitskey Tibor       |
| Danny Witwer             | Colin Farrell    | Czvetkó Sándor      |
| Agatha                   | Samantha Morton  | Solecki Janka       |
| Jad                      | Steve Harris     | Galambos Péter      |
| Fletcher 'Fletch' Gordon | Neil McDonough   | Barabás Kiss Zoltán |
| Lara Anderton            | Kathryn Morris   | Farkasinszky Edit   |
| Dr. Iris Hineman         | Lois Smith       | Szabó Éva           |
| Dr. Solomon Eddie        | Peter Stormare   | Barbinek Péter      |
| Gideon                   | Tim Blake Nelson | Csuja Imre          |
| Rufus                    | Jason Antoon     | Forgács Péter       |

## Stílus
A film sokkal részletesebben mutatja be a közeli jövő világát, mint az eredeti novella, felvonultatva néhány új technológiát, ami jól illik a film témájához, de Dick művében nem szerepelt. Ugyanakkor a mozi alkotói elhagytak néhány elemet a könyv cselekményből.
A látványtervezés szempontjából a Különvélemény sokkal inkább Spielberg ezt megelőző munkájához, az A. I. – Mesterséges értelemhez hasonlít, mint a korai E. T., a földönkívülihez. A Különvélemény látványvilágában a kék szín dominál, ami egyfajta sivár hangulatot kölcsönöz. Akárcsak az A.I., a Különvélemény is Spielberg komorabb filmjei közé tartozik.
A Különvélemény az a fajta science fiction film, ami keveri a műfajokat, konkrétan a film noirt, a Bűnügyi film, a thrillert és az akció-kalandot, hasonlóan a Szárnyas fejvadászhoz és a Dark Cityhez.

## Motívumok

### Végzet-választás ellentéte
Az elsődleges és legegyértelműbb témája a filmnek, hogy az egyéneknek meghatározott sorsuk van-e, vagy szabad akarattal rendelkeznek. A film nyitójelenetében az Anderton vezetése alatt álló Pre-Crime egy olyan prevíziót kap, melyben egy férfi meggyilkolja feleségét és annak szeretőjét, mikor rajtakapja őket. Mikor a bűnelkövetést megszakítják, a férfi állítja, nem ölte volna meg őket, ennek ellenére letartóztatják és bebörtönözik. Sosem tudjuk meg, valóban elkövette volna-e a gyilkosságokat. Később John Anderton egy olyan prevíziót lát, ami szerint ő fog megölni egy Leo Crow nevű férfit, akit sose látott azelőtt, s mindezt abszurdnak véli. Mégis, ahogy a film halad előre, döntései, hogy megszökik az igazságszolgáltatás elől, hogy ártatlannak gondolja magát, s kutatása a különvélemény után, mind közelebb viszik az incidens bekövetkeztéhez.
Ám Agatha, a prekog egy ponton azt mondja Andertonnak, hogy mivel ő előre ismeri jövőjét, képes a választásra, s megváltoztathatja. Ez be is bizonyosodik, mikor Anderton úgy dönt, nem lövi le Crow-t. A film bizonytalanul hagyja a nézőt e kérdéskör tekintetében, de egy szabad akaratú döntéssel végződik. A változtatásokat a sorsát illetően akkor képes véghezvinni az ember, ha tisztában van a jövő lehetőségeivel, melyeket a prekogok ismernek. Csak akkor áll rendelkezésre a jövő megváltoztatásának szabadsága, ha meg van rá a hatalom, hogy előre lássuk azt, ami még nem történt meg.

### Az utópisztikus kormány fenyegetése
Egy másik elem a totalitárius társadalom derengő képe. Noha a Pre-Crime rendkívül sikeres, hat évre gyilkosságmentessé tette Washingtont, a film során szembesülünk azzal, hogy a város lakóinak visszaszorult a megfigyelés nélküli magánélete. Üzletek, tömegközlekedési eszközök, kormányzati épületek vannak felszerelve íriszszkennerrel, amik azonnal azonosítani tudnak minden személyt (ez a jelenség hasonlósággal bír George Orwell 1984 című művével). A film egyik leglátványosabb jelenetében mesterséges robotpókokat (’spyders’) láthatunk, amint egy lakóházat ellenőriznek, behatolnak szobákba a lakók engedélye nélkül. Ez felveti a kérdést, hogy az emberek inkább élnének biztonságban vagy szabadságban?
Az egyéni szabadság elvesztése tovább bontakozik, mikor a néző előtt világossá válik, hogy a Pre-Crime által letartóztatott emberek gyakorlatilag ártatlanok. Semmit nem követtek el letartóztatásukkor, mégis, tárgyalás és meghallgatás nélkül börtönbe kerülnek. A Pre-Crime sötétebb aspektusa jelenik meg a tárolóban, ahol a rabokat nyomasztó, függő konténerekbe teszik a klasszikus cellák helyett. Az epilógusban kiderül, hogy a Pre-Crime bezárásakor az összes fogolyt szabadon engedték.
Szintén kiderül, hogy a kormány és felsőbb hatalmi szervek manipulálják a lakosságot, vagy elhallgatják előlük az igazságot. Mielőtt Anderton másodjára jut be a Pre-Crime épületébe, hallhatjuk, amint egy idegenvezető azt bizonygatja a látogatóknak, hogy a prekogok kiváló elbánásban részesülnek a Pre-Crime részéről, és „Prekognak lenni jó dolog.” Valójában a három prekog egy steril tartályban fekszik állandóan, s feltehetőleg alapvető jogaiktól megfosztották őket, mindazonáltal láthatóan beletörődnek mindebbe. Mindenki, köztük Anderton is, egy „kicsit több, mint hasznos eszköznek” tekinti őket („Jobb, ha nem emberekként gondolsz rájuk.”) Andertont jobban érdekli Agatha különvéleménye, mint a lány állapota.

### Motívumok
A "szem" és a "látás" visszatérő motívum. Erre példák:
- John drogot vesz egy vak árustól, aki baljóslatúan állítja: “A vakok földjén az egyszemű ember a király.”
- Agatha többször is így kiált fel: "Nézz és láss", “Képes vagy látni?”
- John ellátogat egy sebészhez, aki kicseréli a szemét.
- A pókos jelenet, aminek végén egy pók ellenőrzi Anderton szemét.
- A nyitójelenet, amiben Howard Marks fia egy ollóval kivágja egy Abraham Lincoln-kép szemeit, hogy álarcot készítsen.
- Howard Marks visszafordul a házába, miután munkába indult, mert otthon felejtette a szemüvegét. Mikor rajtakapja a feleségét egy másik férfival, magyarázza, hogy visszajött, mert “Szemüveg nélkül vak vagyok.”

## Érdekességek
- 1999-ben Spielberg meghívott a Global Business Network által összeválogatott tizenöt szakértőt egy Santa monicai hotelbe, Kaliforniába, köztük a GBN elnökét, Peter Schwartzot is, illetve egy társadalomtudóst és újságírót, Joel Garreau-t, azzal a céllal, hogy a 2054-es jövő lehetséges, reális, részletes képéről beszéljenek. A szakértők között volt Stewart Brand, Peter Calthorpe, Douglas Coupland, Neil Gershenfeld, Shaun Jones biomedikai kutató, Jaron Lanier és William J. Mitchell dékán, a MIT korábbi építésze/írója. Noha a találkozón nem merültek fel a film akciójeleneteihez szükséges kulcselemek, nagy befolyással bírt a produkció utópisztikus aspektusára.[pontosabban?] John Underkoffler, a film tudományos és technológiai tanácsadója még ezek után is úgy írta le a filmet, hogy "sokkal szürkébb és bizonytalanabb", mint 1999-ben elképzeltük.
- A megfestett jövőkép tartalmazott néhány olyan technológiai elemet, ami felkeltette a számítástechnikai világ figyelmét. Ilyen például, amikor Cruise karaktere egy futurisztikus grafikus felhasználói interfészt használ, mely több falméretű képet jelenít meg a levegőben Cruise-zal szemben. Cruise kesztyűben, kézmozdulatokkal irányítja a zoomolást, fel-le mozgatja és manipulálja a kivetített képeket.
- A Hawthorne Plaza, egy bevásárlóközpont a kaliforniai Hawthorne-ban, ahol több jelenetet is rögzítettek, ma már irodáknak ad helyet.
- Két, nem halálos futurisztikus fegyver szerepel a filmben. Az egyik koncentrált hanghullámokat használ a célba vett ellökésére; a másik, amit "hánytatónak" neveznek a filmben, hányásra bírja, aki ellen használják.
- Az 1955-ös House of Bamboo című film látható kivetítve abban a jelenetben, ahol először találkozunk dr. Solomonnal.
- Abban a jelenetben, mikor John Anderton új szemeket kap, Miss Greta Van Eyck (Caroline Lagerfelt) egy hagyományos svéd dalocskát énekel, aminek a címe "små grodorna" (a kis békák). Az eredeti szövege így hangzik: "ej öron, ej öron, ej svansar hava de" (nincs fül, nincs fül, nincs nekik farkincájuk), de a filmben az "öron" (fül) szó helyett "ögon"-t (szem) hallunk, szójátékként.
- Tom Cruise alig pár napja fejezte be a Vanília égbolt munkálatait, mikor megkezdődött a film forgatása.
- Matt Damon és Yorick van Wageningen holland színész is esélyes volt John Anderton szerepére.
- Mindhárom prekog ismert krimiíró után kapta nevét: Agatha Christie, Arthur Conan Doyle és Dashiell Hammett.
- A film elején a Howard Marks nevű karakter ollóval végezne feleségével és annak szeretőjével. Ugyanez a gyilkos eszköz a Meghalsz újra! című filmben; mindkét mozi forgatókönyvét Scott Frank írta.
- A nyitójelenet tisztelgés Alfred Hitchcock előtt. Olló: Gyilkosság telefonhívásra, szemüveg: Idegenek a vonaton és egy hosszú felvétel a szemről: Psycho.
- Az autógyárban játszódó jelenet Alfred Hitchcock egy soha le nem forgatott ötletén alapszik, mely az Észak-Északnyugat című filmnél merült fel.
- Az autógyárból kigördülő autó, ami Anderton kocsija lesz egy Lexus 2054 EV, melyet a filmhez készítettek, erre utal a típusszáma is, ami azonos az évvel, amiben a történet játszódik.
- John Anderton pisztolya egy Beretta 9000-es.
- Dr. Iris Hineman szerepére eredetileg Meryl Streep volt kijelölve, de le kellett mondania a szereplést.
- Steven Spielberg azért választotta az Imaginary Forces céget a prevíziós jelenetek megalkotására, mert nagyon tetszett neki a Hetedik főcímén végzett munkájuk.
- Ez az első film, amit Spielberg a 20th Century Foxnak készített. A cég az amerikai forgalmazást vállalta, a világ többi része a koprodukciós partnerhez, a DreamWorkshöz került. A DVD és VHS forgalmazási jogokat pedig ennek ellentéteként osztották fel: a DreamWorksé Észak-Amerika, a Foxé pedig a nemzetközi piac.

## Filmzene
A film zenéjét John Williams komponálta és vezényelte, a hangszerelés John Neufeld munkája. Az ének Deborah Dietrich nevéhez fűződik. A zenei anyag nagyrészt (de nem teljesen) atematikus – vagyis nincs jellegzetes, felismerhető főtéma –, szokatlanul nagy mennyiségű atmoszferikus vagy magas, fülsértő zenével operál, viszont bizonyos központi darabok, mint az akciódús jelenethez készült "Anderton's Great Escape" már sokkalta ismerősebb eszközökkel szólal meg.

## Rokon alkotások
A filmben jó pár science fiction-elem elevenedik meg, amelyekkel az alábbi filmekben/regényekben is találkozhatunk:
- Kormányzat és személyes szabadság (összeesküvés-thriller): 1984, A közellenség, Összeesküvés-elmélet, A mandzsúriai jelölt, Mechanikus narancs
- Szabad akarat: Mátrix, Aeon Flux
- Végzet-választás ellentéte: Terminátor – A halálosztó, Terminátor 2. – Az ítélet napja, Terminátor 3. – A gépek lázadása, Pillangó-hatás